# Копачівські схили

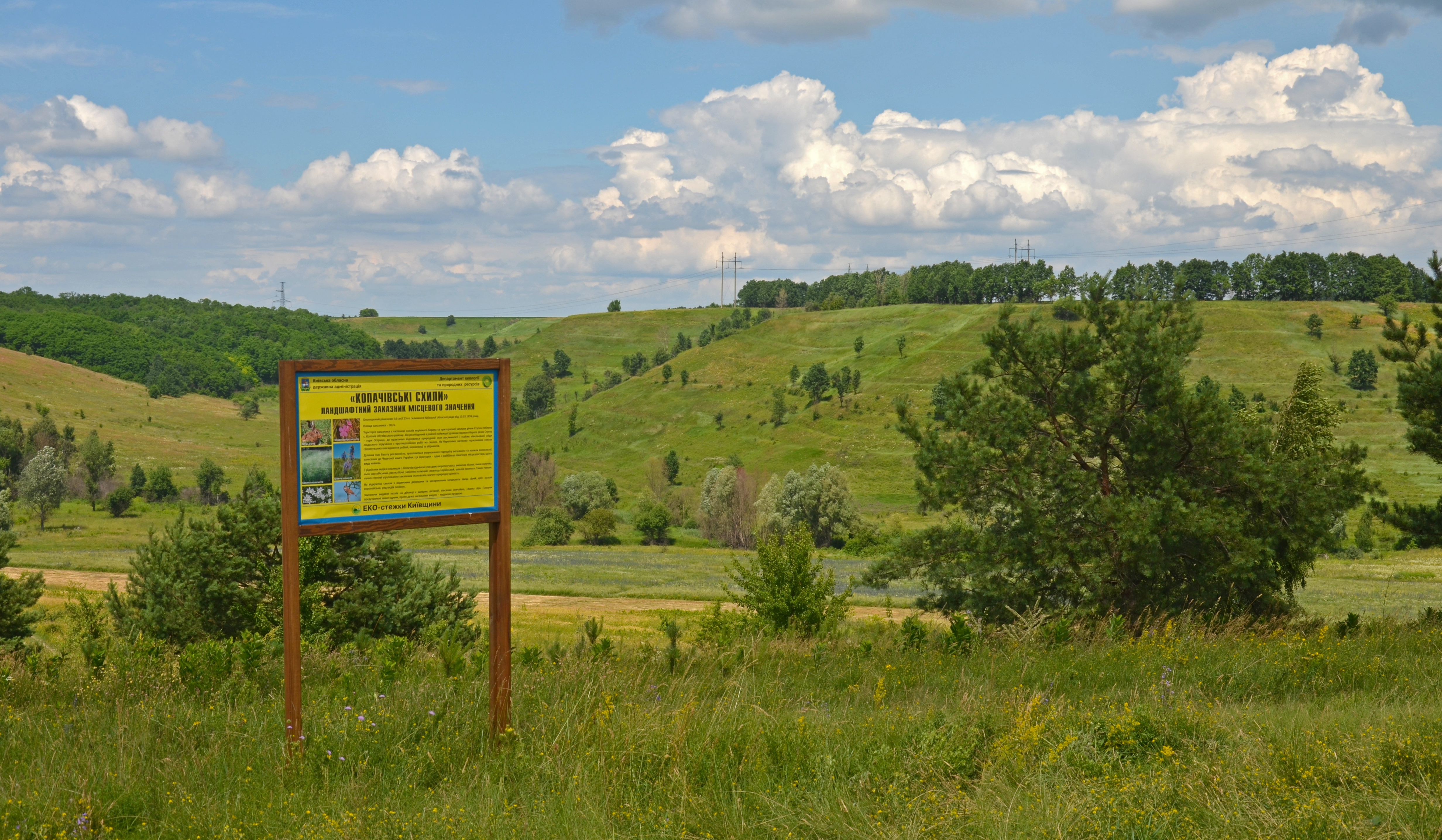
Копачівські схили

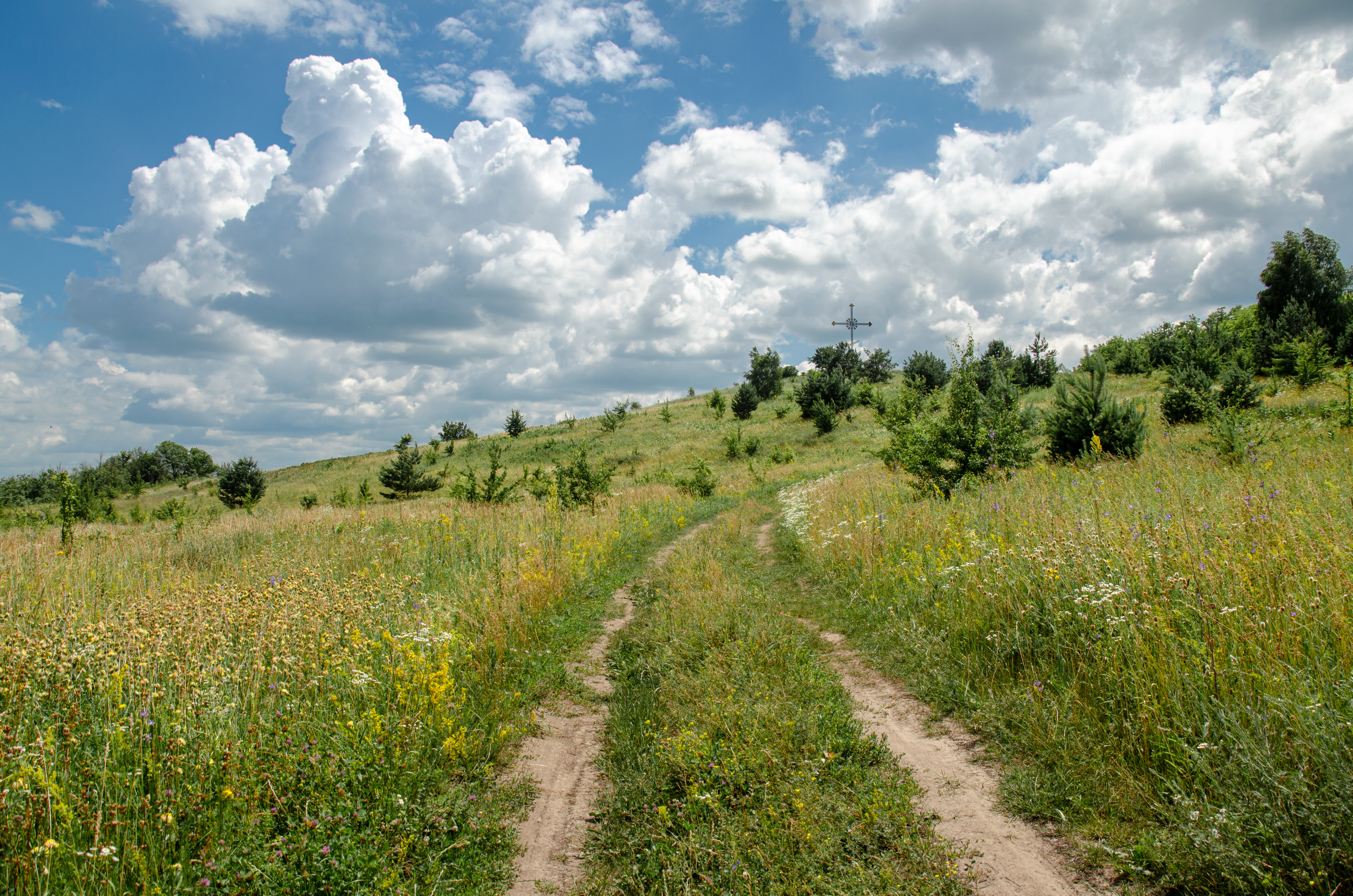
Копачівські схили

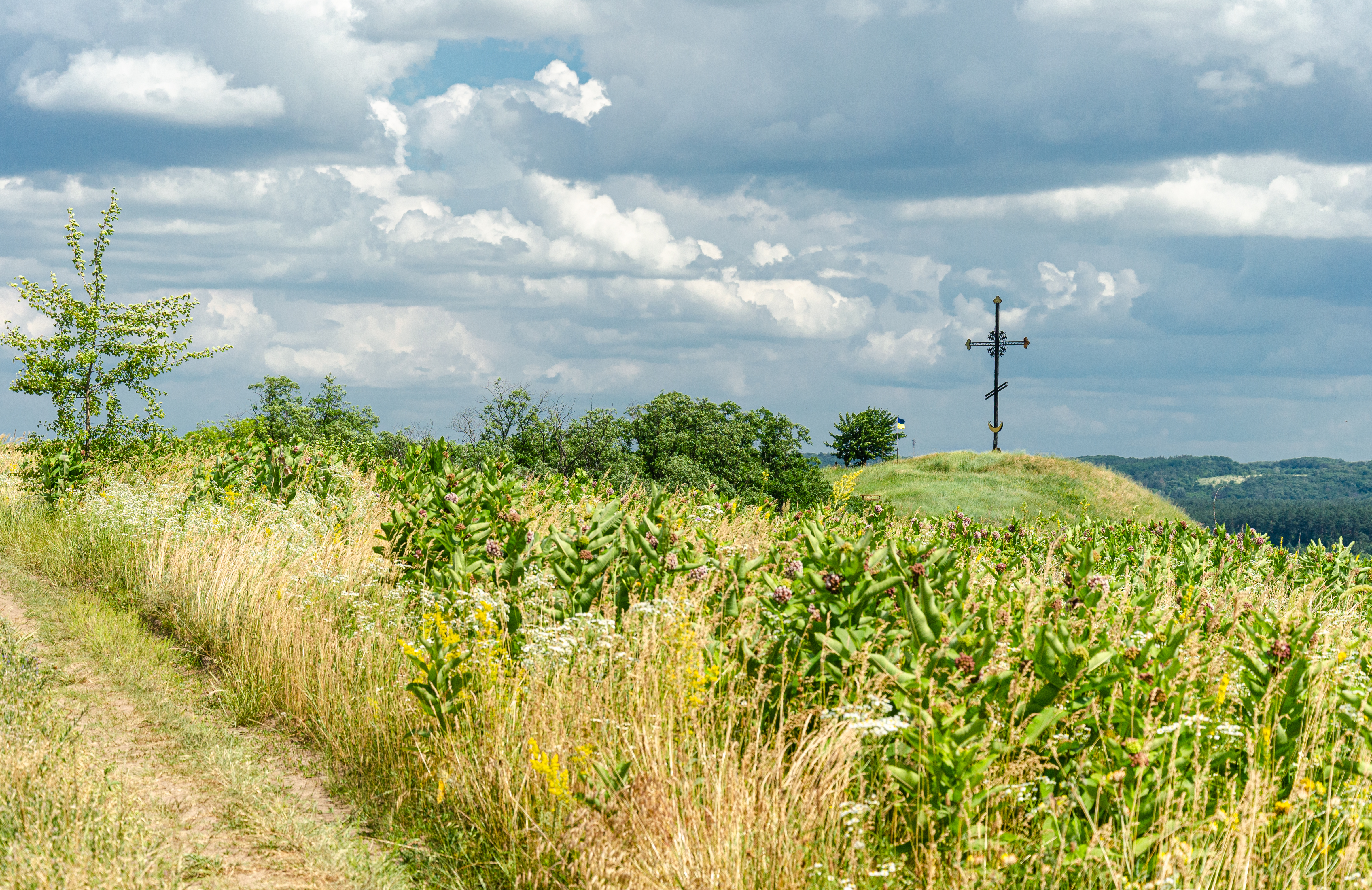
Копачівські схили

Копачівські схили — ландшафтний заказник місцевого значення розташований на теренах Копачівської сільської ради Обухівського району Київської області. Створений на основі Рішення 16 сесії XXIII скликання Київської обласної ради народних депутатів від 10 березня 1994 року. Заказник створено для збереження і захисту схилів корінного берегу і тераси річки Стугна.

## Загальні відомості
Землекористувачем території заказника є Копачівська сільська рада. Зафіксоване нецільове використання земель заказника.

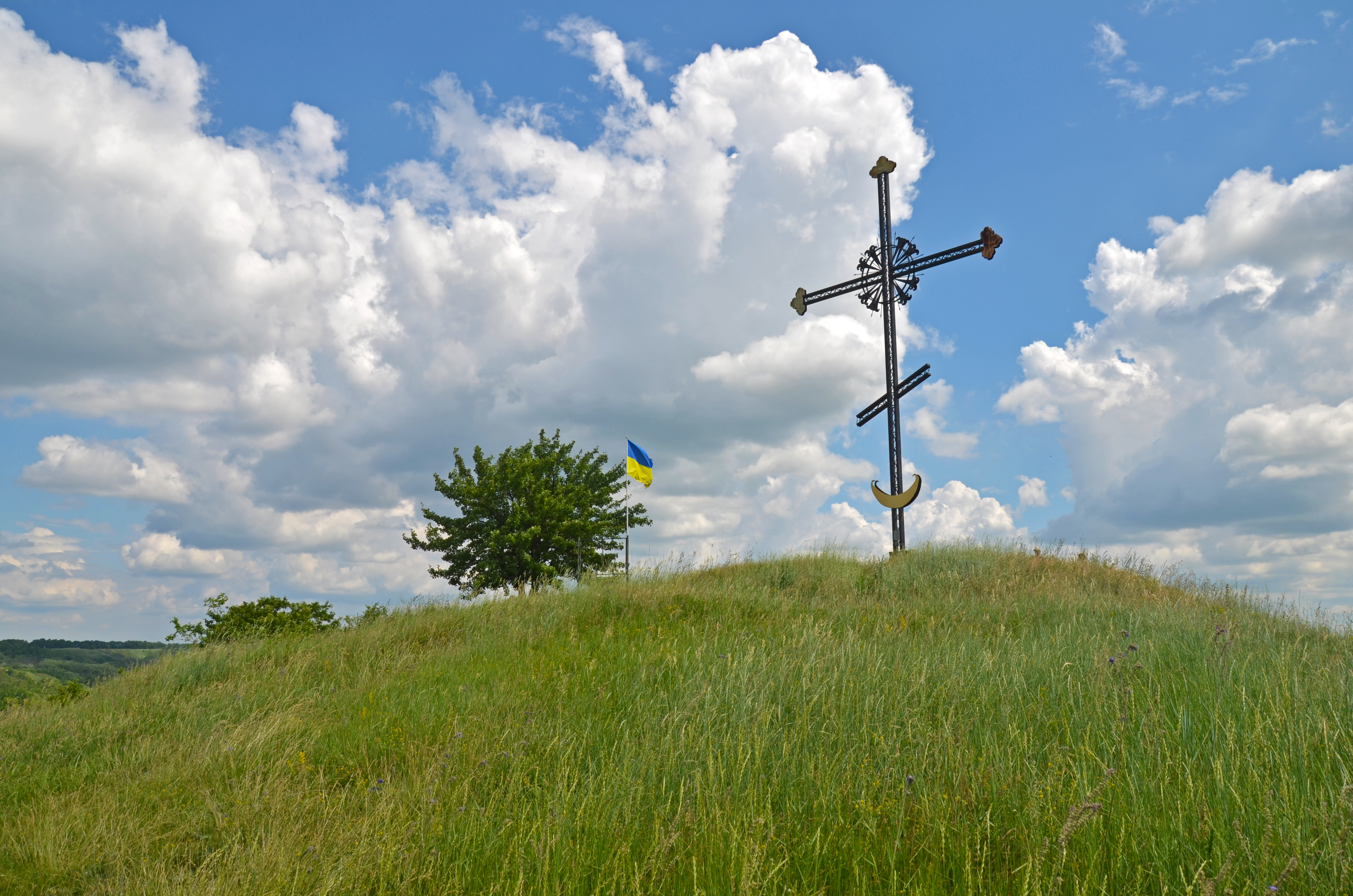
Копачівські схили

Площа заказника 30 га. Він розміщений в районі найвищої ділянки правого берега річки Стугна гори Остриця. На правому березі практично відновився природний фітоценоз і майже нівельовані сліди людського втручання з протиерозійних робіт на схилах. Протилежний лівий берег річки зазнав значного антропогенного впливу внаслідок терасування схилів і не несе природоохоронної функції зі збереження природного фітоценозу.
На вершині гори Остриця, званій «Шпиль» без погодження з природоохоронними органами було встановлено пам'ятний хрест заввишки 12 м на згадку останньої битви у відкритому полі княжої дружини з монголо-татарами Батия літа 1240 року. При встановленні хреста було знищено частину степової рослинності і він приваблює людей до заказника, що негативно впливає на популяцію ковили, біоценоз заказника.
Неподалік на ріці Стугна розташований гідрологічний заказник місцевого значення «Копачівський», лісовий заказник місцевого значення «Стугна».

## Опис
Долина річки Стугни є типовим прикладом ландшафту долини річки у північній частині граничної зони Лісостепу. Серед біорізноманіття заказника найпоширенішими є угрупованнями формацій тонконога вузьколистого, куничника наземного, типчака і найціннішим є угрупування ковили волосистої, яка росте на схилах гори Остриця і яка занесена до Червоної книги України та Зеленої книги. Також тут ростуть нетипові для Київщини степові види смілка поникла, жовтець ілірійський, холодок багатолистий.

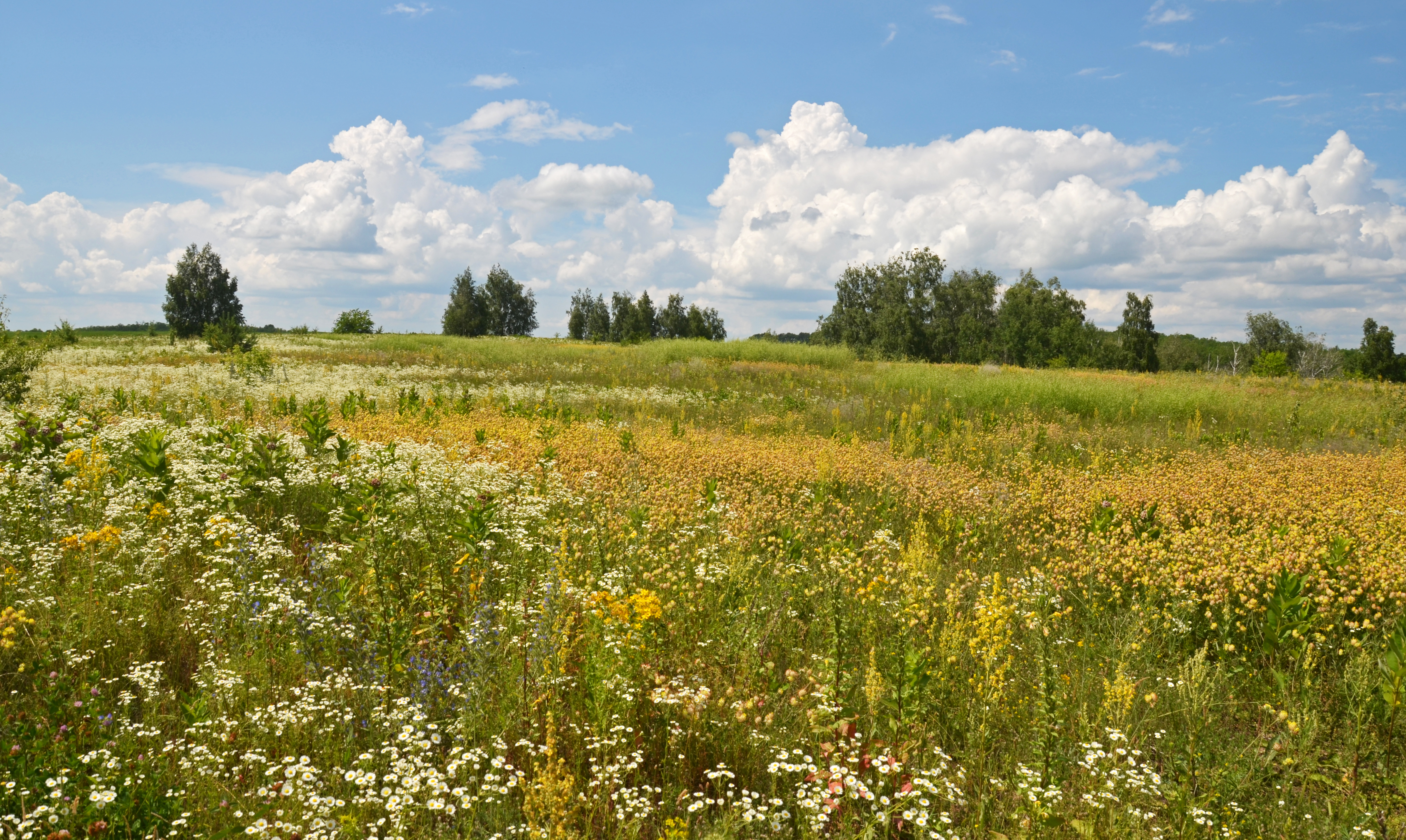
Копачівські схили

Схили практично позбавлені природного лісу внаслідок людської діяльності. Вони носять незначні сліди терасування і покриті лучно-степовими угрупуванням костриці борознистої та менш чисельними угрупуваннями ковили волосистої. На схилах частково збереглись протиерозійні насадження з білої акації (робінії), шовковиці чорної, абрикосів.
З рідких видів тут можна віднайти горицвіт весняний, осоку низьку, гвоздику перетинчасту (Dianthus membranaceus Borb.), качим метельчастий (Gypsophilla paniculata), анемону лісову, чину молочну (Lathyrus lacteus (M. Bieb.) Wissjul.), льон австрійський, рястку Кочі, залізняк колючий, жовтець ілірійський.

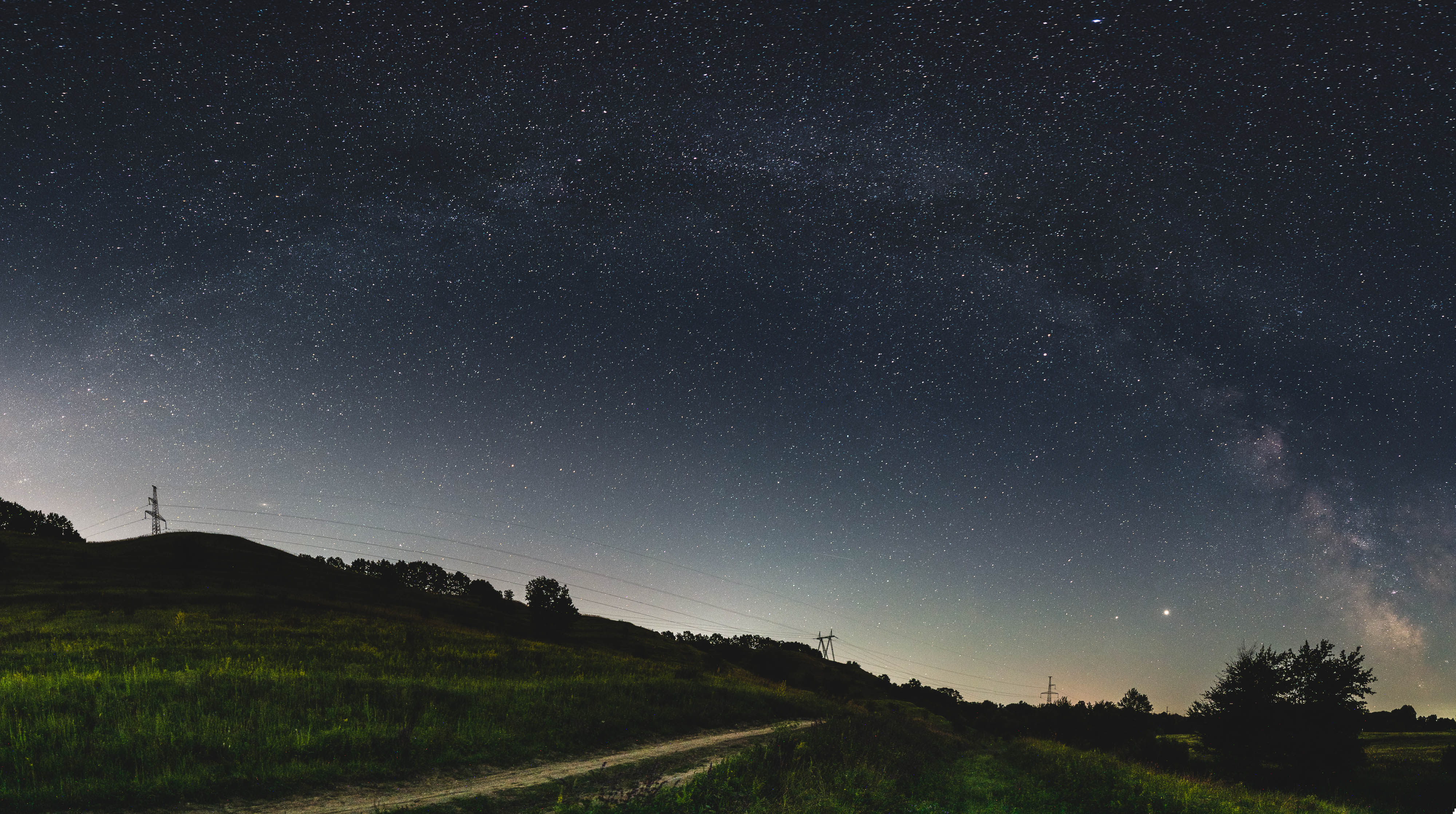
Копачівські схили, Чумацький шлях

Крім них у заказнику зустрічаються жовтозілля Якова, пирій середній, зіновать австрійська, дзвоники сибірські, Бородач звичайний, стоколос безостий, цмин пісковий, реп'яшок звичайний, маренка рожева, астрагал еспарцетний, морква дика, звіробій продірявлений (Hypericum perforatum), ластовень лікарський, деревій майже-звичайний, комонник звичайний, грястиця збірна, дивина фіолетова, рокитник руський, смілка поникла, полин дніпровський, різуха звичайна, миколайчики польові, сухоребрик Льозелів, люцерна румунська, цибуля круглоголова, заяча конюшина багатолиста, стенкатіс однорічний, огірочник лікарський, колючник Біберштейна, підмаренник звичайний, залізняк бульбистий.

### Фауна
На схилах серед чагарників оселились заєць сірий, кріт європейський, сарна європейська, ряду підвидів полівок, чисельна колонія ящірки прудкої. З птахів тут гніздяться щеврик лісовий, вівсянка звичайна, кропив'янка сіра.